# Velika Horvatska
Velika Horvatska – wieś w Chorwacji, w żupanii krapińsko-zagorskiej, w gminie Desinić. W 2011 roku liczyła 271 mieszkańców.